# Liste der Biografien/Smis
Liste der Biografien |
Portal Biografien |
Personensuche
# |
A |
B |
C |
D |
E |
F |
G |
H |
I |
J |
K |
L |
M |
N |
O |
P |
Q |
R |
S |
T |
U |
V |
W |
X |
Y |
Z |
?
 
Sa |
Sb |
Sc |
Sd |
Se |
Sf |
Sg |
Sh |
Si |
Sj |
Sk |
Sl |
Sm |
Sn |
So |
Sp |
Sq |
Sr |
Ss |
St |
Su |
Sv |
Sw |
Sy |
Sz
 
Sma |
Smb |
Sme |
Smi |
Smj |
Smo |
Smr |
Smu |
Smy
 
Smia |
Smic |
Smid |
Smie |
Smig |
Smij |
Smik |
Smil |
Smir |
Smis |
Smit
Die Liste der Biografien führt alle Personen auf, die in der deutschsprachigen Wikipedia einen Artikel haben. Dieses ist eine Teilliste mit 15 Einträgen von Personen, deren Namen mit den Buchstaben „Smis“ beginnt.

## Smis

### Smise
- Smisek, Anita (* 1941), US-amerikanische Dominikanerin, Musikverlegerin, Pianistin und Organistin
- Smíšek, Blažej (* 1935), tschechoslowakischer Radrennfahrer
- Smíšek, Petr (* 1978), tschechischer Fußballspieler
- Smisek, Sandra (* 1977), deutsche FußballspielerinSandra Smisek (* 1977)

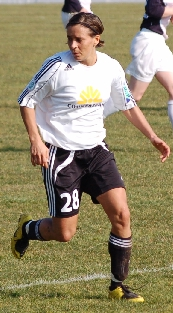
Sandra Smisek (* 1977)

### Smisk
- Smisko, Nicholas (1936–2011), US-amerikanischer orthodoxer Geistlicher, Primas der Karpatho-Russischen Kirche in Amerika

### Smiss
- Smissaert, Balthasar († 1784), niederländischer Diplomat
- Smissaert, Frans (1862–1944), niederländischer Landschaftsmaler und Zeichner
- Smissen, Christ van der (* 1954), niederländischer Karambolagespieler und Bundestrainer
- Smissen, Dominicus van der (1704–1760), deutscher Maler
- Smissen, Gysbert van der (1620–1685), niederländischer Bäcker, Kaufmann und Reeder
- Smissen, Gysbert van der (1717–1793), deutscher Unternehmer und Reeder
- Smissen, Hinrich van der (1662–1737), deutscher Bäcker, Unternehmer und Reeder

### Smist
- Smistad, Marte (* 1992), norwegische Handballspielerin und -trainerin
- Smistik, Josef (1905–1985), österreichischer Fußballspieler

### Smisz
- Śmiszek, Krzysztof (* 1979), polnischer Politiker